# 沱滨街道
城厢乡，是中华人民共和国河南省商丘市永城市下辖的一个乡镇级行政单位。

## 行政区划
城厢乡下辖以下地区：
戚庄村、任楼村、李林村、冯寨村、张庄村、韩庄村、北郝村、张楼村、余庙村、南郝村、李庄村、王楼村、程楼村、高玉楼村、高余庄村、八里庙村、刘岗村、洪岗村和张大庄村。